# Lasianthus reticulatus
Lasianthus reticulatus är en måreväxtart som beskrevs av Carl Ludwig von Blume. Lasianthus reticulatus ingår i släktet Lasianthus och familjen måreväxter. Inga underarter finns listade i Catalogue of Life.